# Jürgen Großmann (Politiker)
Jürgen Großmann (geboren am 8. März 1962 in Wart) ist ein deutscher Kommunalpolitiker (CDU). Seit 2008 ist er Oberbürgermeister von Nagold.

## Leben
Großmann legte das Abitur am Wirtschaftsgymnasium in Calw ab und studierte an der Eberhard Karls Universität Tübingen Rechtswissenschaften. 1988 absolvierte er das erste und 1991 auch das zweite juristische Staatsexamen mit Prädikat. Anschließend arbeitete er zehn Jahre lang als Rechtsanwalt in Nagold. Er ist Fachanwalt für Familienrecht.
Großmann ist Mitglied der CDU. 2001 wurde er zum Bürgermeister der Stadt Altensteig gewählt. 2008 bewarb er sich um die Nachfolge des Oberbürgermeisters Rainer Prewo. Bei der Wahl am 28. September 2008 erhielt er 54,41 Prozent der Wählerstimmen und wurde damit im ersten Wahlgang zum Oberbürgermeister von Nagold gewählt. Er trat sein Amt zum 1. Dezember 2008 an. Am 9. Oktober 2016 trat er als einziger Kandidat zur Wiederwahl an und wurde mit 97,5 Prozent der Wählerstimmen für eine zweite Amtszeit gewählt. Bei der Oberbürgermeisterwahl am 22. September 2024 wurde er mit 95,5 Prozent der Stimmen für eine dritte Amtszeit wiedergewählt.
Großmann ist verheiratet.